# 経済センサス
経済センサス（けいざいセンサス）とは、統計法（平成19年5月23日法律第53号）で基幹統計として定められている「経済構造統計」を得るための調査名称である。【英】Census＝国勢調査

## 概要

### 創設目的
「経済財政運営と構造改革に関する基本方針2005」において、国全体の産業を包括的に調査する必要性が明記され、それまでは産業分野ごとにさまざまな統計調査が行われていたが、それらを統合した形の経済センサスの実施が提言された。それにともない「事業所・企業統計調査」･「サービス業基本調査」･「本邦鉱業のすう勢調査」は廃止、「平成21年商業統計調査」･「平成23年工業統計調査」･「平成23年特定サービス産業実態調査」は中止となった。統合を行ったことでGDPの精度向上や将来の整備計画などに役立てる。

### 統計結果の活用
主に活用されるのは「国内総生産の統計」･「各自治体への消費税交付」･「地域活性化のための施策」･「工業整備計画」など多岐にわたる。

### 他国の実施状況
他国ではアメリカ合衆国や中華人民共和国が実施しており、それぞれが独自の調査をしている。

### 調査対象
次回の「経済センサス－活動調査」（令和3年6月1日）では、調査対象は、一部の農林漁業における個人事業者、家事サービス業事業者、外国公館の事業所以外の全ての事業所・企業を調査する。令和元年基礎調査の集計によると、全国で民営事業所数が639万8,912事業所、国及び地方公共団体の事業所数は13万9,330となっている。

## 歴史
- 2005年（平成17年）6月21日 「経済財政運営と構造改革に関する基本方針2005」において経済センサスの実施を提言。
- 2009年（平成21年）7月1日 第1回目の「経済センサス－基礎調査」を行う。
- 2012年（平成24年）2月1日 第1回目の「経済センサス－活動調査」を行う。以後5年毎に調査が行われる予定。

## 調査項目
1. 名称及び電話番号
2. 所在地
3. この場所での事業所の開設時期
4. この事業所の従業者数（令和3年6月1日時点）
5. この事業所の主な事業の内容
6. 経営組織
7. 法人番号
8. この事業所の単独事業所・本所・支所の別等
9. 消費税の税込み・税抜き
10. 企業全体の売上(収入)金額、費用総額及び費用項目
11. 相手先別収入割合
12. 設備投資の有無及び取得額
13. 自家用自動車の保有台数
14. 土地、建物の所有の有無
15. 資本金等の額及び外国資本比率
16. 決算月

などに及ぶ。
ただし、事業の種類、個人・法人の別、支所等の有無により調査項目が異なっており、調査票の種類も22種になる。詳細は令和3年経済センサス‐活動調査の調査票、調査票の記入のしかた及び分類表を参照。

## 調査方法
1. 甲調査（民営事業所対象）

1.1調査員調査
都道府県知事が任命した調査員が事業所に調査票を配布し、インターネットによる回答又は記入済みの調査票を回収する方法により行う。
1.2直轄調査
国、都道府県及び市が、民間事業者等に委託し、企業の本社などに傘下の事業所の調査票を一括で郵送で配布し、インターネットによる回答又は記入済みの調査票を回収する方法により行う。
1. 乙調査（国及び地方公共団体の事業所対象）

国の事業所にあっては総務省が、都道府県の事業所は都道府県が、市町村の事業所では市町村が電子メールにより「調査票（乙）」を事業所ごとに配布。調査への回答は、オンライン（政府共通ネットワーク又はLGWAN）により行う。

## 罰則
この調査は統計法に基づいて実施されるが、同法には「報告義務」が示されており回答する義務を有する（統計法第52条、統計法第13条）。なお報告を拒み、又は虚偽の報告は50万円以下の罰金に処される（統計法第61条）。また調査側には「守秘義務」も示され、守秘義務規定に違反した場合、2年以下の懲役又は100万円以下の罰金となる。